# 1991 RY21
1991 RY21 är en asteroid i huvudbältet som upptäcktes den 15 september 1991 av den amerikanske astronomen Henry E. Holt vid Palomarobservatoriet.
Asteroiden har en diameter på ungefär 5 kilometer och den tillhör asteroidgruppen Nysa.